# Textos de les Piràmides

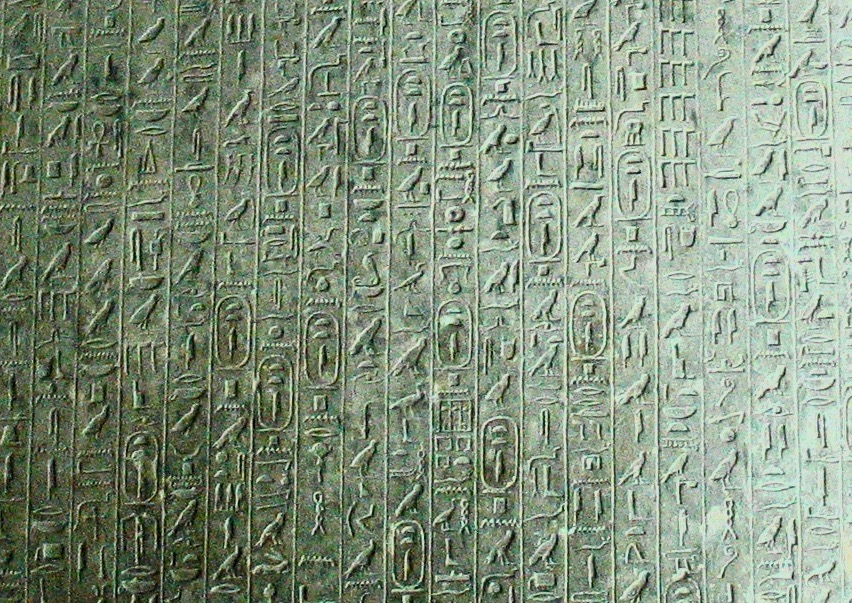
Textos de les piràmides, inscrits a la cambra sepulcral de la piràmide de Teti, a Saqqara

Els textos de les piràmides són un repertori de conjurs, encanteris i súpliques, gravats en els passatges, avantcambres i cambres sepulcrals de les piràmides de l'Imperi antic, amb el propòsit d'ajudar el faraó en la duat i assegurar la seva resurrecció i la vida eterna. Són un recull de textos, sense ordre aparent, de creences religioses i cosmològiques molt antigues que van haver d'emprar durant la cerimònia funerària. Alguns textos ja apareixen en esteles i mastabes de les dues primeres dinasties.

## Primers textos
El primer lloc on es van gravar els textos de les piràmides va ser als murs de la cambra sepulcral de la piràmide d'Unas, l'últim faraó de la dinastia V d'Egipte, anomenada pels egipcis "Els llocs de culte d'Unas són perfectes". Els textos estan compostos per 228 declaracions. Posteriorment, va esdevenir pràctica habitual inscriure'ls a l'interior de les piràmides dels faraons de l'Imperi antic, i arribaren a 759 conjurs (compilats per R. Faulkner).

## Contingut
No és un relat o narració ordenada, sinó extractes de teories de la creació, fragments de les lluites entre Horus i Seth, de llegendes i, fonamentalment, fórmules per a permetre al faraó la seva ascensió, resurrecció i identificació amb els déus.
En aquests textos, s'aprecien dues teories cosmològiques: la primera, amb mites solars, contemporanis dels faraons que els van ordenar gravar, en què el rei és conduït cap al déu solar Ra; i la segona, amb una mitologia estel·lar molt més antiga, en què el camí es dirigeix a les estrelles circumpolars, aquelles que eren considerades immortals per romandre sempre visibles en el cel nocturn.
Conté, juntament amb rituals d'encensament, ofrenes de menjar, beguda i vestuari, les fórmules perquè el faraó pogués transformar-se en l'aj més important de tots els que residien en la duat, sortilegis per a aconseguir eludir els animals malignes i els perills topogràfics. També perquè pogués ascendir al "més enllà", com una estrella, i transfigurar-se en un ésser diví.

## Evolució de creences i textos

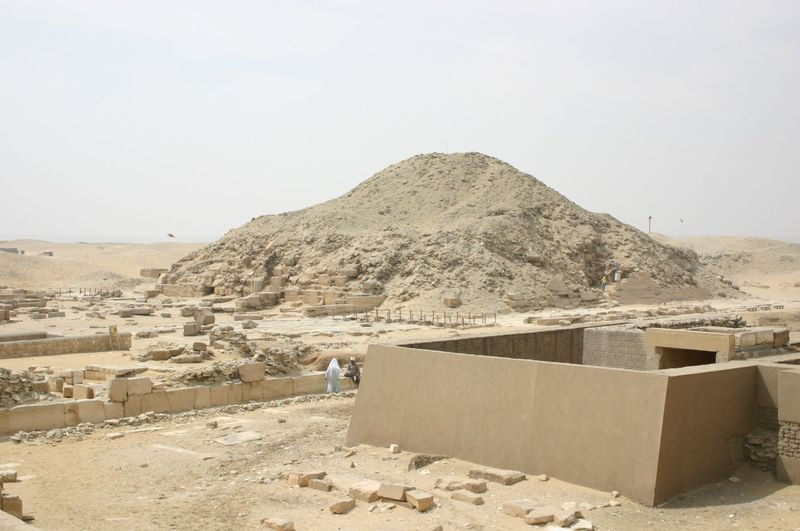
Restes de la piràmide d'Unis a Saqqara, on van ser gravats els primers textos de les piràmides

La seva evolució donarà lloc als textos dels sarcòfags, que durant el primer període intermedi d'Egipte van començar a escriure als sarcòfags dels nobles i potentats. A l'Imperi mitjà són de dos tipus: biogràfics, en què es narra també la vida del difunt, o jurídics, que descriuen el llegat dels seus béns. A partir d'aquesta època, la immortalitat va deixar de ser un privilegi exclusiu del faraó, i ja era possible per a les classes més altes.
Durant l'Imperi nou, van començar a escriure en papirs que es dipositaven dins del sarcòfag, i assoliren gran difusió, i donaren origen al denominat llibre dels morts, en el qual es descriu què haurà de fer l'esperit del difunt per obtenir la immortalitat. Aquest text experimentarà evolucions posteriors fins a la dinastia XXVI. La immortalitat, l'arriben a gaudir aquells "egipcis justos" que poguessin costejar els rituals de l'embalsamament i enterrament, i recitar en la duat les fórmules del llibre dels morts per preservar la seva Ba.